# Kulturlandschaft der Konso
Die Kulturlandschaft der Konso ist eine 55 km2 große Kulturlandschaft im Süden Äthiopien. Das Gebiet wird von den indigenen Konso bewohnt und ist seit 2011 ein UNESCO-Weltkulturerbe.

## Die Konso

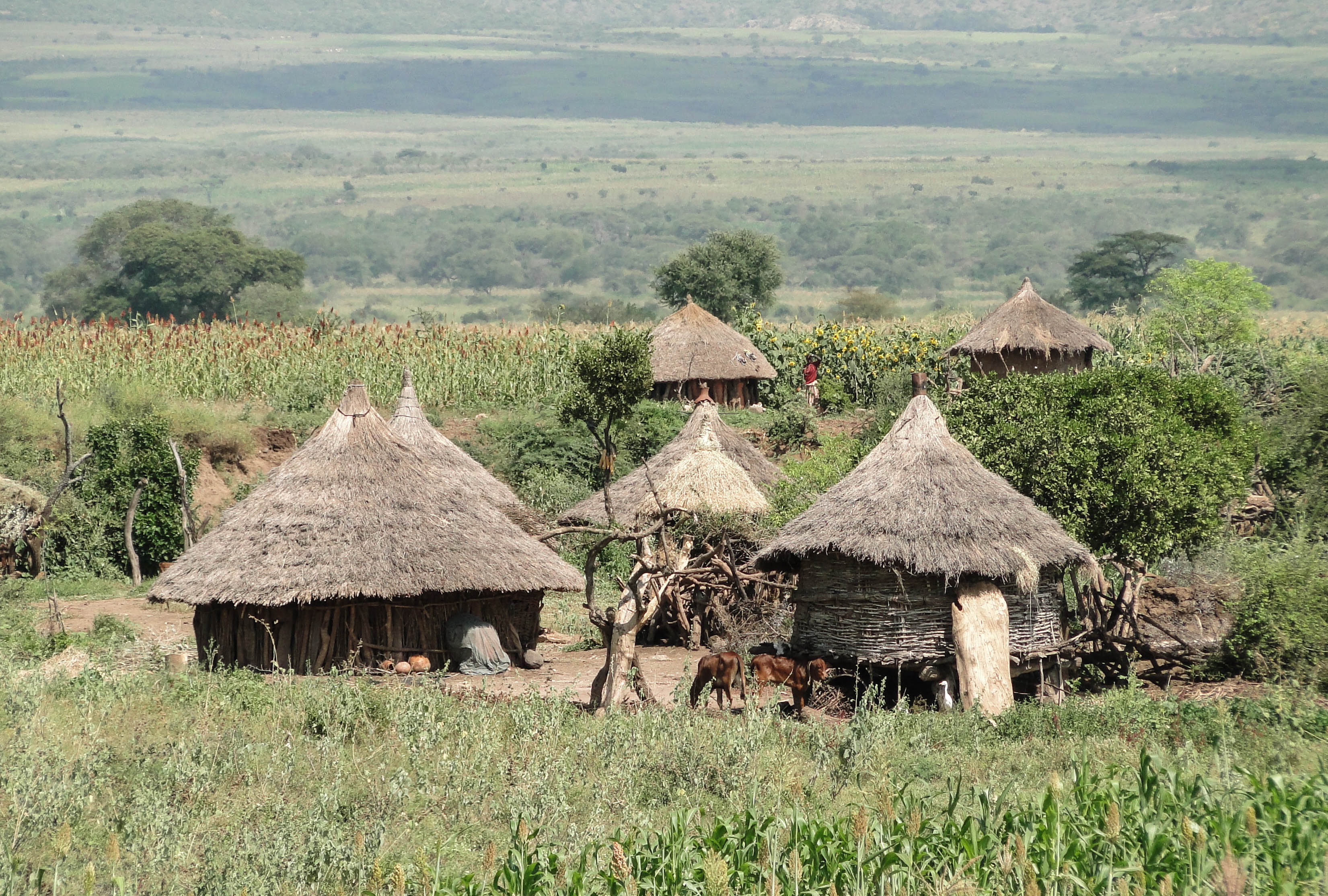
Steinhäuser der Konso

Die Konso sind eine im Südwesten Äthiopiens lebende Ethnie. Sie sprechen die gleichnamige Sprache Konso und die meisten ihrer Mitglieder folgen der traditionellen Religion, welche die Verehrung der Hochgottheit Waka beinhaltet.
Sie leben in Steinhäusern in dicht bebauten Siedlungen, die von großen Steinwällen umzäunt sind. Die wenigen Eingänge werden rund um die Uhr bewacht.
Die Konso haben an den Berghängen Terrassen aus Steinen errichtet, welche der Bodenerosion vorbeugen, Wasser speichern und Flächen für Landwirtschaft schaffen. Die Terrassen prägen dadurch das Bild der gesamten Kulturlandschaft.
Zu ihren Hauptnahrungsmitteln gehören neben den in Äthiopien üblichen Getreidesorten auch die Blätter des Kohlbaums, die mit Wasser und etwas Salz aufgekocht werden, und die Kurkufa, was kleine Klöße aus Mais sind. Verbreitete Getränke sind Honigbier und Tschakka oder Jagga, ein aus Mais gebrautes Bier.
Sie benutzen das auch bei den Oromo praktizierte Gada-System zur Sozialen Schichtung und sie praktizieren auch die Phallus-Verehrung. Zudem benutzen sie Holzschnitzereien, sogenannte Wagas, um ihrer Toten zu gedenken.

## UNESCO-Weltkulturerbe
Bei der 35. Sitzung des Welterbe-Komitees in Paris wurde die Kulturlandschaft in die Liste der Weltkulturerbestätten aufgenommen. Das Komitee fügte sie aufgrund der Kriterien iii und v hinzu.